# Agrobacterium tumefaciens
Agrobacterium tumefaciens – glebowa bakteria Gram-ujemna, pałeczkowata, fitopatogeniczna. Wywołuje chorobę roślin zwaną guzowatością korzeni. Ma niezwykle szeroki zakres patogeniczności – poraża ponad 600 gatunków roślin. Należy do rodziny Rhizobiaceae, a więc jest bliską krewniaczką bakterii brodawkowych. Zakaża rośliny wnikając do skaleczonych tkanek. 
Wywołuje: 
1. ich rozrost w postaci guzowatych narośli (w wyniku uaktywnienia tzw. onkogenów Agrobacterium)
2. przestawienie ich metabolizmu na produkcję opin – metabolitów nieprzydatnych roślinie, lecz cennych dla bakterii. Te przemiany zakażonych tkanek są następstwem przekazania im przez bakterię fragmentu jej DNA – tzw. T-DNA (po wykryciu uszkodzonej rośliny, bakteria wycina T-DNA ze swojego plazmidu, zwanego plazmidem Ti i – opakowawszy je w odpowiednie białka – przesyła je przez specjalnie wytworzony tunel do wnętrza komórki roślinnej). Rozwój choroby jest więc następstwem transformowania tkanek roślinnych przez bakterie.

Biotechnolodzy wykorzystują powszechnie zmodyfikowane (rozbrojone) szczepy A. tumefaciens do transformowania roślin cząsteczkami DNA o praktycznie dowolnej sekwencji.